# Kalaoa
Kalaoa és una concentració de població designada pel cens dels Estats Units a l'estat de Hawaii. Segons el cens del 2000 tenia 6.794 habitants.

## Demografia
Segons el cens del 2000, Kalaoa tenia 6.794 habitants, 2.402 habitatges, i 1.724 famílies La densitat de població era de 66,45 habitants per km².
Dels 2.402 habitatges en un 34,6% hi vivien nens de menys de 18 anys, en un 57,8% hi vivien parelles casades, en un 9,7% dones solteres, i en un 28,2% no eren unitats familiars. En el 19,4% dels habitatges hi vivien persones soles el 3,7% de les quals corresponia a persones de 65 anys o més que vivien soles. El nombre mitjà de persones vivint en cada habitatge era de 2,83 i el nombre mitjà de persones que vivien en cada família era de 3,19.
Per edats la població es repartia de la següent manera: un 25,5% tenia menys de 18 anys, un 6,8% entre 18 i 24, un 29,4% entre 25 i 44, un 29,4% de 45 a 64 i un 8,9% 65 anys o més.
L'edat mediana era de 38,8 anys. Per cada 100 dones hi havia 102,5 homes. Per cada 100 dones de 18 o més anys hi havia 101,15 homes.
La renda mediana per habitatge era de 53.024 $ i la renda mediana per família de 56.461 $. Els homes tenien una renda mediana de 35.082 $ mentre que les dones 27.130 $. La renda per capita de la població era de 24.179 $. Aproximadament el 3,0% de les famílies i el 6,2% de la població estaven per davall del llindar de pobresa.

## Poblacions més properes
El següent diagrama mostra les poblacions més properes.